# Jacob Levy Moreno
Jacob Levy Moreno (18 de mayo de 1889 - 14 de mayo de 1974) fue un psiquiatra, psicosociólogo, pedagogo rumano-estadounidense de origen judío. Es el fundador del psicodrama y pionero de la psicoterapia de grupo. Durante su vida, fue reconocido como uno de los principales científicos sociales.
Fue miembro de la Facultad de Filosofía y Medicina, trabajó en psicoterapia de grupo (1913), sociometría (1915-1916) e interpretación de roles (1909-1911). Desde 1928 se dedicó a la psiquiatría particular. De 1931 a 1932 realizó estudios sociométricos en la prisión de Sing Sing en Nueva York.  A lo largo de su vida, Moreno ha escrito artículos, capítulos y libros sobre psicología. Su escritura, al igual que el método del que fue pionero, es rica y compleja.
Moreno interpreta la personalidad en 10 etapas que son: átomo social, tele, calentamiento, interpretación de roles, espontaneidad, creación, conservación cultural, desarrollo de grupo, ley sociogenética y medición.

## Biografía
Moreno nació en Bucarest, en el Reino de Rumanía. Su padre era Moreno Nissim Levy, un comerciante judío sefardí nacido en 1856 en Plevna, en el Imperio Otomano (hoy Pleven, Bulgaria). El abuelo de Jacob, Buchis, se había trasladado a Plevna desde Constantinopla, donde sus antepasados se habían establecido tras abandonar España en 1492. Se cree que los Moreno abandonaron Plevna por Bucarest durante la guerra ruso-turca de 1877-1878, siguiendo al rabino de Plevna Haim Bejarano [es; he; lad; ro] en busca de un entorno más hospitalario. La madre de Jacob Moreno, Paulina Iancu o Wolf, era también judía sefardí, nacida en 1873 y originaria de Călăraşi, Rumanía.
En 1905, cuando Moreno tenía catorce años su familia decidió mudarse a Berlín, aunque Moreno regresó solo a Viena para continuar sus estudios, y se mantuvo trabajando como tutor, teniendo éxito en esta labor con los jóvenes.
Estudió Medicina, Matemáticas y Filosofía en la Universidad de Viena y se doctoró en Medicina en 1917. Rechazó la teoría freudiana cuando aún era estudiante de medicina y se interesó por el potencial de los grupos para la práctica terapéutica.
En 1921, Moreno funda el Teatro de la Espontaneidad, que posteriormente se transforma en el Periódico Viviente. En el curso de las dramatizaciones descubre la acción terapéutica de las mismas. El Teatro de la Espontaneidad, el Periódico Viviente, se transforman en Teatro Terapéutico: nace el psicodrama.
En 1925 se trasladó a Estados Unidos y comenzó a trabajar en Nueva York. Allí, Moreno trabajó en su teoría de las relaciones interpersonales y en el desarrollo de su trabajo en psicodrama, sociometría, psicoterapia de grupo, sociodrama y sociatría.
Finalmente Moreno falleció en 1974 a los 84 años de edad después de haber dedicado gran parte de su vida al desarrollo de técnicas de terapia de grupos.

## Trayectoria
En los jardines de Viena, Moreno contaba historias a los niños que se le acercaban. Además, montó un teatro para niños donde les hacía interactuar interpretando a diferentes personajes. 
Entre 1908 y 1914, Moreno y cinco seguidores que compartían sus ideales colaboraron con la Casa do Encontro, un lugar creado para albergar a refugiados que pasaban por Viena en busca de un nuevo hogar en América o en Eretz Israel. Todas las noches había sesiones de “grupo de reunión” en las que se discutían problemas y se resolvían resentimientos. Después de compartir sus sentimientos, la gente cantaba y bailaba y los encuentros fueron una experiencia muy alegre. Estos encuentros sirvieron de modelo para los grupos de encuentro que luego se extendieron por todo el mundo. 
En 1912, durante su carrera de medicina, Moreno asistió a una conferencia de Sigmund Freud. En un breve diálogo que dice que tuvieron, afirmó: “Ustedes analizan los sueños de sus pacientes. Les doy valor para volver a soñar. Los analizas y los haces pedazos. Les hago desempeñar sus papeles conflictivos y les ayudo a volver a unir las piezas”.
Durante la Primera Guerra Mundial (1914-1918) Moreno dirigió, como médico, un campo de refugiados en las afueras de Viena, cuya población era originaria del Tirol del Sur y hablaba italiano. Una vida comunitaria completa se desarrolló en el campo. A través de esta experiencia surgió la idea de planificación sociométrica de las comunidades y la búsqueda de parámetros de objetividad científica en las Ciencias Sociales.
A partir de 1921 se lleva a cabo su primera sesión de psicodrama que fue un fracaso. Sin embargo, este hecho provoca que se separe del mundo literario y se empiece a integrar en el teatro. Para comprender estos sucesos es necesario saber que el psicodrama se basa en la idea de que manifestarse a través de la improvisación y la espontaneidad supone un tipo de excarcelación a través de la creatividad, todo ello tuvo que ver con las propias experiencias subjetivas de Moreno a través de las dramatizaciones no planificadas.
Continuó su trabajo experimental (generalmente con niños) en psicodrama, sociometría y psicoterapia grupal después de mudarse a Nueva York en 1925. Allí trabajó de médico en la clínica infantil del Monte Sinai Hospital con el doctor Brela Schick. En este hospital realizaba con niños algunas muestras de espontaneidad. En 1929 fundó un teatro improvisado en el Carnegie Hall y más tarde trabajó en el Guild Theater.
Moreno también realizó una serie de investigaciones en la cárcel de Sing en el año 1932, donde surgió la palabra psicoterapia de grupo.
En 1932, Moreno presentó por primera vez la psicoterapia de grupo a la Asociación Americana de Psiquiatría, y fue coautor de la monografía Método de grupo y psicoterapia de grupo con Helen Hall Jennings. Él y Jennings fueron los primeros en utilizar un modelo de red estocástica (o, «sociograma de azar», como lo llamaron), anterior al modelo de Erdős-Rényi y al modelo de red de Anatol Rapoport.
En 1936 fundó el Sanatorio Beacon Hill y el Teatro Terapéutico adyacente. En 1937-1938, impartió un seminario universitario sobre psicodrama («Introducción al psicodrama») en la Universidad de Columbia bajo los auspicios del Guidence Laboratory, Teachers College. Más tarde impartió un seminario sobre sociometría con el Dr. Alvin Saunders Johnson, y por invitación de éste, en la New School for Social Research.
Durante los 40 años siguientes desarrolló e introdujo su Teoría de las Relaciones Interpersonales y las herramientas para las ciencias sociales que denominó «sociodrama», «psicodrama», «sociometría» y «sociatría». En su monografía titulada «El futuro del mundo del hombre», describe cómo desarrolló estas ciencias para contrarrestar «el materialismo económico de Marx, el materialismo psicológico de Freud y el materialismo tecnológico» de nuestra era industrial moderna. En 1954, fue miembro fundador del Comité Internacional de Psicoterapia de Grupo, que más tarde se transformó en la Asociación Internacional de Psicoterapia de Grupo.

## Vida personal
En 1919 conoce a Marianne Lornitzo, una maestra de la cual se enamoró y comenzó a convivir. Esta se convirtió en su amante, secretaria, asistente y musa, pero sobre todo en la inspiración de muchos de sus emprendimientos. En 1925, Moreno deja a Marianne y emigra a los Estados Unidos en busca de nuevas y mayores oportunidades.
En Brooklyn, Nueva York, conoció y se casó con Beatriz Beecher en 1926, una psicóloga infantil que mostró interés por su trabajo. Dos años más tarde, el matrimonio terminó en divorcio y conoce a la joven Florence Bridges. Tras casarse con Florence en 1938, nació su hija Regina un año más tarde. Posteriormente aparece en el sanatorio de Beacon Celine Zerka Toeman, quién se convertiría en el amor de su vida. Esta mujer colaboró como ayudante de Moreno en todo lo que él necesitaba, además de servir como inspiración y acompañante de investigación. Como consecuencia de esta relación, Moreno se divorció de Florence en 1948 y un año más tarde decidió contraer matrimonio con Zerka, con la que tuvo un hijo, Jonathan D. Moreno (nacido en 1952). Este hijo fue criado por su familia a través de métodos psicodramáticos. 

## Obra selecta
- Moreno, J. L. (1932). First Book on Group Therapy. Beacon House.
- Moreno, J. L. (1934). Who Shall Survive? A new Approach to the Problem of Human Interrelations. Beacon House. ISBN 978-9992695722
- Moreno, J. L. (1941). The Words of the Father. Beacon House. ISBN 978-1446601853
- Moreno, J. L. (1946). Psychodrama Volume 1. Beacon House.
- Moreno, J. L. (1947). The Theatre of Spontaneity Beacon House. ISBN 978-1445777139
- Moreno, J. L. (1951). Sociometry, Experimental Method and the Science of Society: An Approach to a New Political Orientation. Beacon House. ISBN 978-1291121759
- Moreno, J. L. (1953). Who Shall Survive? Foundations of Sociometry, Group Psychotherapy and Sociodrama. Beacon House.
- Moreno, J. L. (1956). Sociometry and the Science of Man. Beacon House.
- Moreno, J. L. (1959). Psychodrama Volume 2: Foundations of Psychodrama. Beacon House.
- Moreno, J. L. (1960). The Sociometry Reader. Beacon House.
- Moreno, J. L., Moreno, Z. T., Moreno, J. D. (1964). The First Psychodramatic Family. Beacon House.
- Moreno, J. L. (1966). The International Handbook of Group Psychotherapy. Philosophical Library.
- Moreno, J. L. (1969). Psychodrama Volume 3: Action Therapy and Principles of Practice. Beacon House.
- Moreno, J. L. (1989). Preludes of my Autobiography. Beacon House.